# Литораль

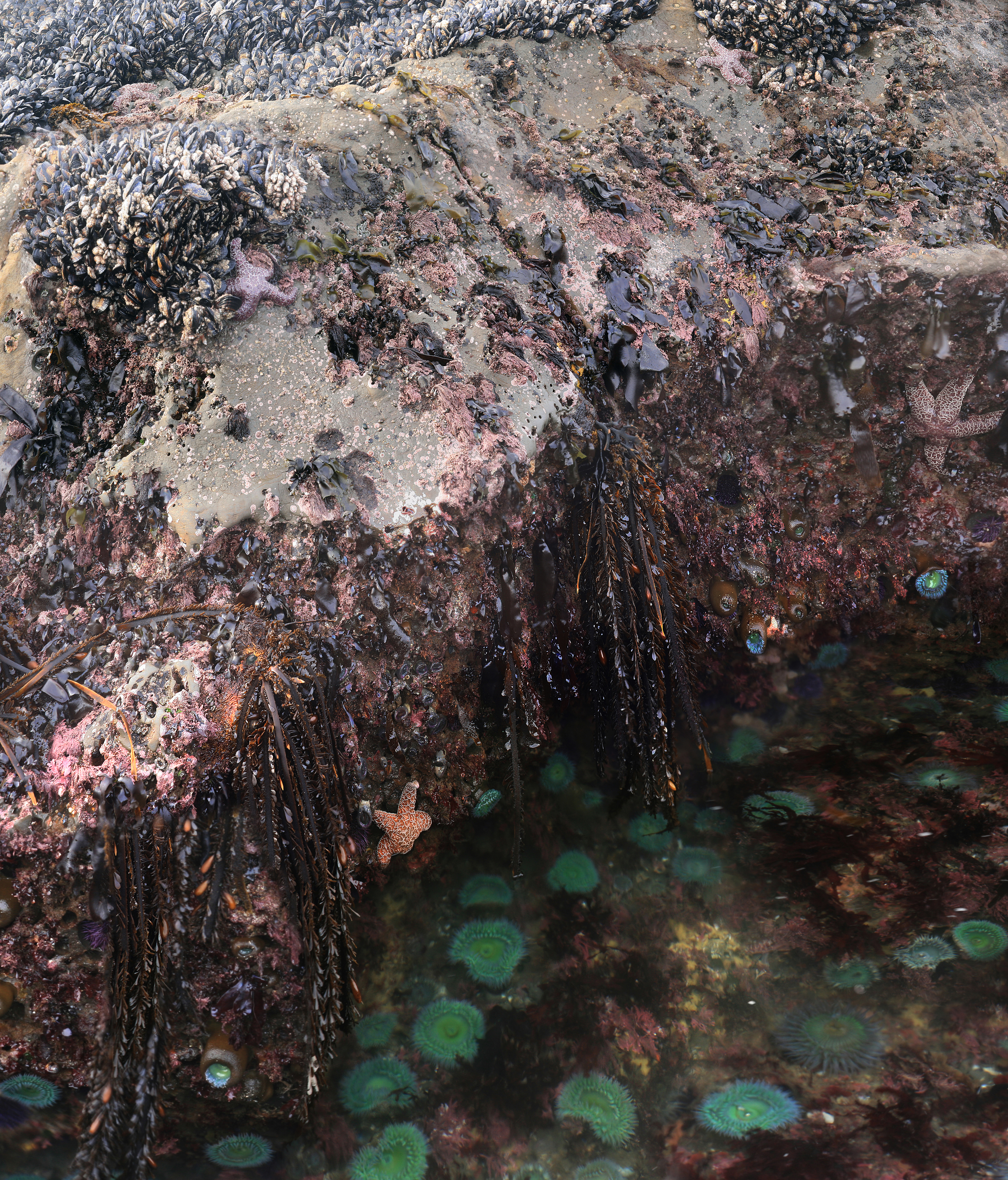
Скальная литораль во время отлива.

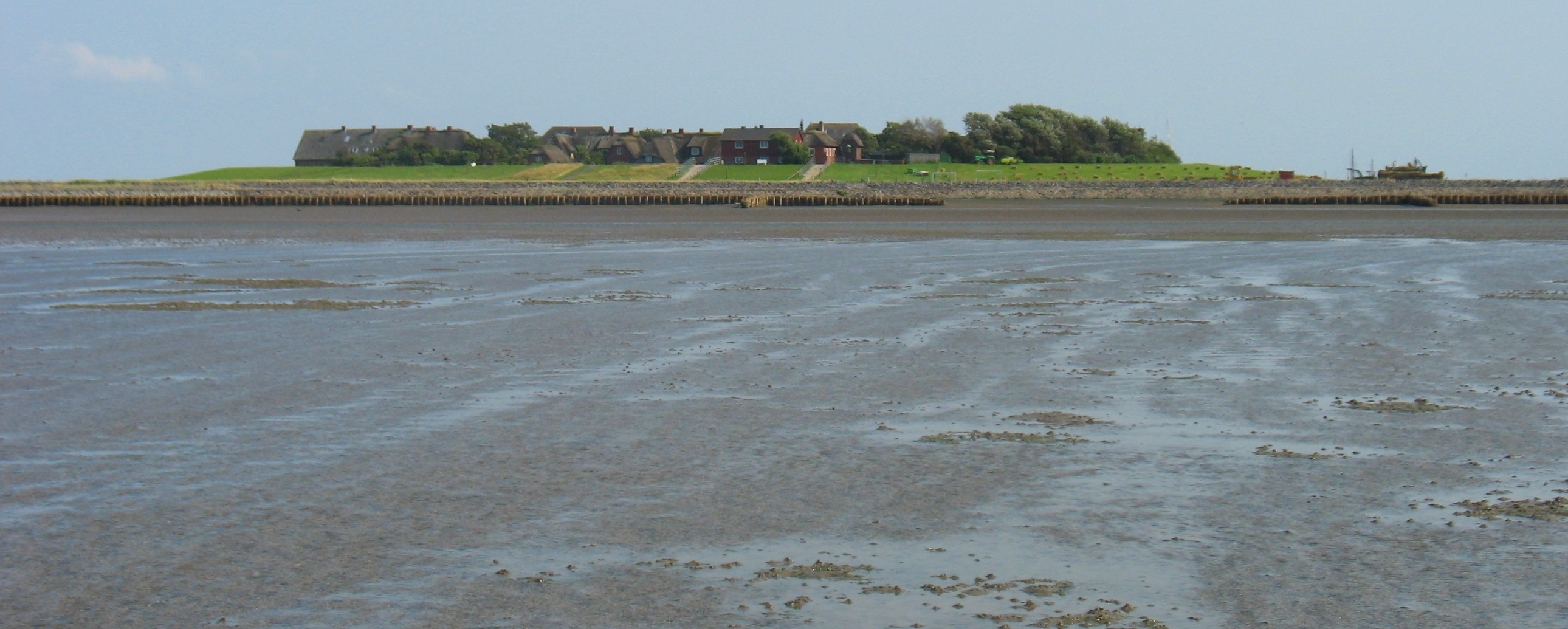
Илистая литораль в Северном море, Германия

Литора́ль (лат. litoralis — прибрежный; береговой) в океанологии, литора́льная зона или прили́вно-отли́вная зо́на — участок берега, который затопляется морской водой во время прилива и осушается во время отлива. Располагается между самым высоким уровнем воды в прилив и самым низким в отлив.
Зону, расположенную ниже литорали, называют сублитора́льной зоной (сублитора́лью); зону, расположенную над литоральной — супралитора́льной зоной (супралитора́лью).
Иногда литоралью называют также дно морских водоёмов до глубин в 40−50 метров (нижняя граница действия волн) или даже до 200 метров.
Литораль в лимнологии (озероведении) — зона от уреза воды пресноводного водоёма до нижней границы произрастания высших цветковых растений, а иногда — и многоклеточных водорослей (макрофитов). Однако, иногда литораль в лимнологии определяют как зону, расположенную между нижним и верхним пределами колебаний уровня воды в водоёме, тогда сублитораль определяется как зона от нижней границы литорали до нижней границы произрастания водной растительности. Ещё одно лимнологическое определение литорали — зона, в пределах которой солнечный свет достигает дна водоёма.

## Типы литорали
- Скальная литораль
- Каменистая литораль
- Песчаная литораль
- Илистая литораль

## Литоральные животные
Независимо от типа субстрата литоральной зоны (камни, песок, ил) живущие в ней организмы должны быть приспособлены к периодическому (ежесуточному) воздействию воздуха и горячих солнечных лучей во время отлива.

### Подвижные формы
Подвижные существа спасаются от высыхания, живя в норках или образуя трубочки, куда прячутся при спаде воды, либо заползают под камни, кучи водорослей и т. п.

### Неподвижные формы

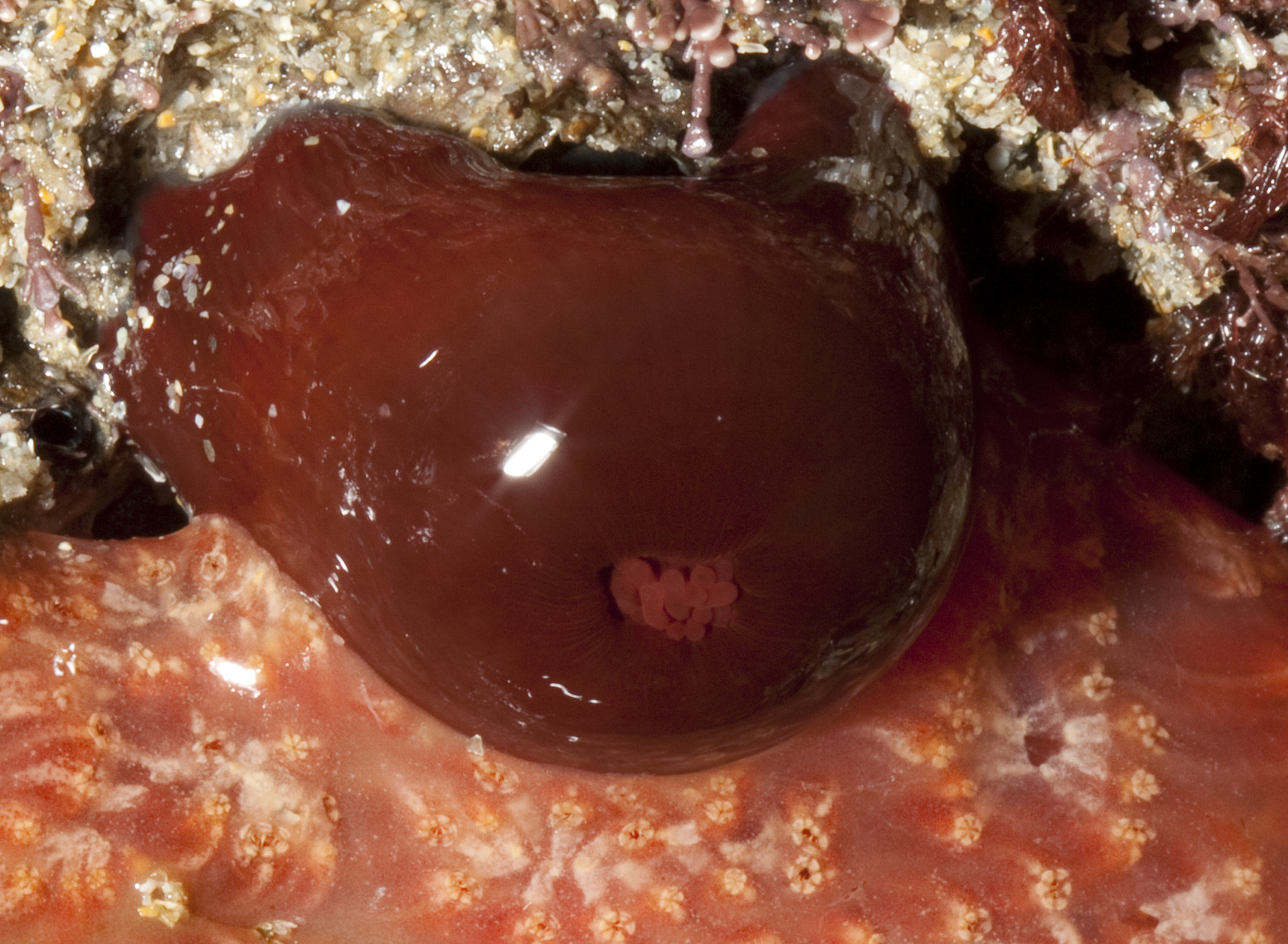
Обыкновенная актиния с втянутыми щупальцами.

Многим из неподвижных организмов свойственна тонкая, быстро высыхающая на воздухе кожа. Они вынуждены бороться с высыханием, образуя плотные скопления, к поверхности которых прикрепляются кусочки раковин и другие мёртвые частицы. Это помогает сохранить влагу внутри группы. Благодаря агрегационному образу жизни эти группы могут несколько часов оставаться на воздухе и не погибать под воздействием прямых солнечных лучей.
Многих стрекающих, например актиний, от высыхания спасает покрывающий их слой слизи; к тому же в отлив они втягивают щупальца, уменьшая площадь испарения:6.

### Моллюски
Раковины моллюсков захлопываются на воздухе, сохраняя внутри воду, поэтому они могут селиться даже в верхней части литоральной зоны, уходящей под воду лишь на несколько часов в сутки:30. Поверхность камней, к которым крепятся моллюски, сильно нагревается на солнце, но мидиям помогает образование плотных групп. Испарение воды с многочисленных раковин колонии охлаждает их, позволяя дождаться прилива.